# ジョナタン・クラウス
ジョナタン・クラウス（Jonathan Clauss, 1992年9月25日 - ）は、フランス・ストラスブール出身のサッカー選手。リーグ・アン・OGCニース所属。フランス代表。ポジションはDF (RSB)。

## 経歴

### クラブ
地元・RCストラスブールの下部組織出身。フランスとドイツの下部リーグでアマチュア選手としてプレーをした後、2017年にリーグ・ドゥのクヴィイーとプロ契約を締結。2018年に加入したブンデスリーガ2部のアルミニア・ビーレフェルトでは右ウイングとしてポジションを確保し、2019-20シーズンのリーグ優勝に貢献した。
2020年5月、ビーレフェルトを契約満了で退団してリーグ・アンへ昇格を果たしたRCランスと3年契約を結んだ。2020-21シーズンは本人にとって初めてのトップディビジョンでのプレーとなったが、右サイドバックとして定位置を確保。全国プロサッカー選手連合が選出するトロフェ・UNFP・デュ・フットボールのベストイレブンに選出される活躍で、クラブの7位躍進に大きく貢献した。
2022年7月20日、オリンピック・マルセイユへ完全移籍。移籍金は850万ユーロで、契約期間は3年。
2024年7月25日、OGCニースに移籍した。

### 代表
2022年3月、コートジボワールと南アフリカとの親善試合へ向けたメンバーとしてフランス代表へ初招集。世代別代表への選出歴は一度もなく、29歳で初めての代表入りとなった。3月25日のコートジボワール戦で代表初出場を記録した。